# Саха-Нанса (комарка)

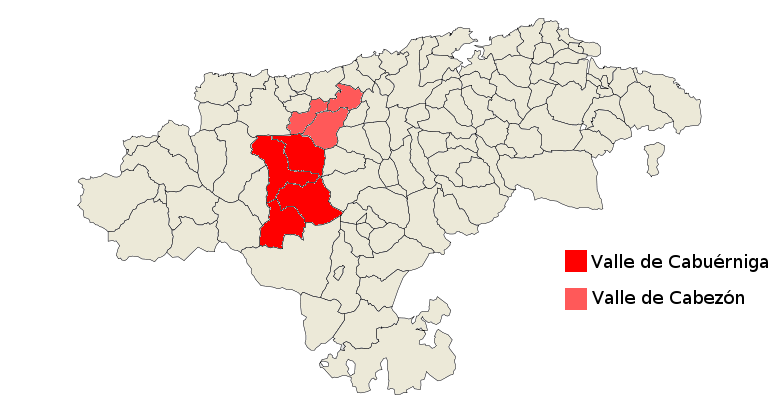

Саха-Нанса (исп. Comarca de Saja-Nansa) — район (комарка) в Испании, входит в провинцию Кантабрия в составе автономного сообщества Кантабрия.

## География
Через район протекают реки Саха и Нанса, от которых он получил своё название. Территорию района составляют в основном долины упомянутых рек.

## Демография
Население района преимущественно сельское. По данным на 2017 год в районе проживало 24 036 человек. Крупнейшие муниципалитеты — Кабесон-де-ла-Саль (8326 жителей) и Реосин (8312 жителей).

## Муниципалитеты
1. Кабесон-де-ла-Саль
2. Кабуэрнига
3. Кампоо-Кабуэрнига
4. Эррериас
5. Ламасон
6. Маскуэррас
7. Пеньяррубиа (Кантабрия)
8. Поласионес
9. Реосин
10. Рионанса
11. Руэнте
12. Лос-Тохос
13. Туданка